# Niechłód
Niechłód – wieś w Polsce położona w województwie wielkopolskim, w powiecie leszczyńskim, w gminie Święciechowa.

## Historia
Wieś pierwotnie związana była z Wielkopolską. Ma metrykę średniowieczną i istnieje co najmniej od XII wieku. Wymieniona po raz pierwszy w dokumencie zapisanym po łacinie z 1230 datowanym na 1181 jako Nechlod, 1258 Nechlod, 1437 Nyechlod, 1501 Nyechod, 1505 Nyechloth, 1566 Niechlov.
Początkowo wieś była własnością klasztorną należącą do benedyktynów z Lubinia. Falsyfikat wystawiony około 1230 mówi o tym, że w 1181 książę wielkopolski Władysław III Laskonogi wśród posiadłości benedyktynów lubińskich wymienił m.in. wieś Niechłód, która podlegała setnikowi w Kuszkowie. W 1258 kolejny książę wielkopolski Bolesław Pobożny wymienił wieś  w wystawionym przez siebie dokumencie, która znajdowała się wśród posiadłości tychże benedyktynów.
Miejscowość później stała się własnością lokalnej szlachty wielkopolskiej Niechłodzkich, Gołanickich oraz Kawieckich. W 1420 Olbracht Niechłodzki toczył proces sądowy z Janem i Pietraszem Szelewskim, w którym dowodził, że swoje dobra posiadał „pod królem”, tzn. w Koronie Królestwa Polskiego. Od 1426 miejscowość była siedzibą własnej parafii. W 1495 leżała w powiecie wschowskim Korony Królestwa Polskiego. W latach 1492–1497 jako właściciel we wsi odnotowany został sędzia wschowski Jan Gołanicki, który w 1492 wraz z sołtysem Marcinem oraz swymi kmieciami z Niechłodu zobowiązał się płacić szlachciance Dorocie z Grobi dożywotnio 16 grzywien rocznie. W 1497 właścicielami we wsi byli Maciej Kawiecki oraz Jan Gołanicki. W 1498 syn Macieja Jan Sowiński z wyroku sądu, wraz z braćmi przyrodnimi Piotrem, Tomaszem, Andrzejem, Maciejem, Wojciechem oraz Mikołajem, miał dokonać podziału dóbr nabytych z zastrzeżeniem prawa wykupu w Niechłodzie. W 1505 Mikołaj Gołaniecki wraz z matką Dorotą wydzierżawił na 4 lata wieś Niechłód Piotrowi Rydzyńskiemu za 120 grzywien. W 1510 miejscowość leżała w dekanacie Wschowa.
Wieś odnotowują historyczne regesty podatkowe. W 1531 miał w niej miejsce pobór od 10 łanów oraz 1,5 łana sołtysiego. W 1535 miał miejsce we wsi pobór od 10 łana, 1,5 łana sołtysiego oraz karczmy. W 1563 odbył się pobór od 17,5 łana, 5 komorników, karczmy dziedzicznej oraz wiatraka dorocznego. W 1564 odnotowano 12 łanów. W 1566 miał miejsce pobór od 17,5 łana, wiatraka dziedzicznego, 6 zagrodników oraz karczmy dziedzicznej. W 1579 odbył się pobór od 21 łanów, 4 zagrodników z rolami, 4 komorników z inwentarzem, 7 komorników bez inwentarza, sołtysa z 2 łanami, 2 rzemieślników oraz od 4 wiatraków.
W 1921 roku stacjonowała tu placówka 17 batalionu celnego.
W latach 1954–1959 wieś należała i była siedzibą władz gromady Niechłód, po jej zniesieniu w gromadzie Święciechowa. W latach 1975–1998 miejscowość administracyjnie należała do województwa leszczyńskiego.

## Obecnie
W Niechłodzie jest sala wiejska, ochotnicza straż pożarna, klub honorowych dawców krwi, bar "Krasnoludek", sklep spożywczo-przemysłowy.

## Zabytki
- kościół pw. Wszystkich Świętych z XVII w. z barokowym ołtarzem i kwadratową wieżą, grobowiec rodziny Bojanowskich z XVIII/XIX w. oraz mur kamienny wokół kościoła z początków XIX wieku.
- pałac Bojanowskich z przełomu XVIII i XIX wieku, który znajduje się w Parku o kształcie trapezu o powierzchni 3,5 ha.

## Urodzeni
- Izabela Dzieduszycka

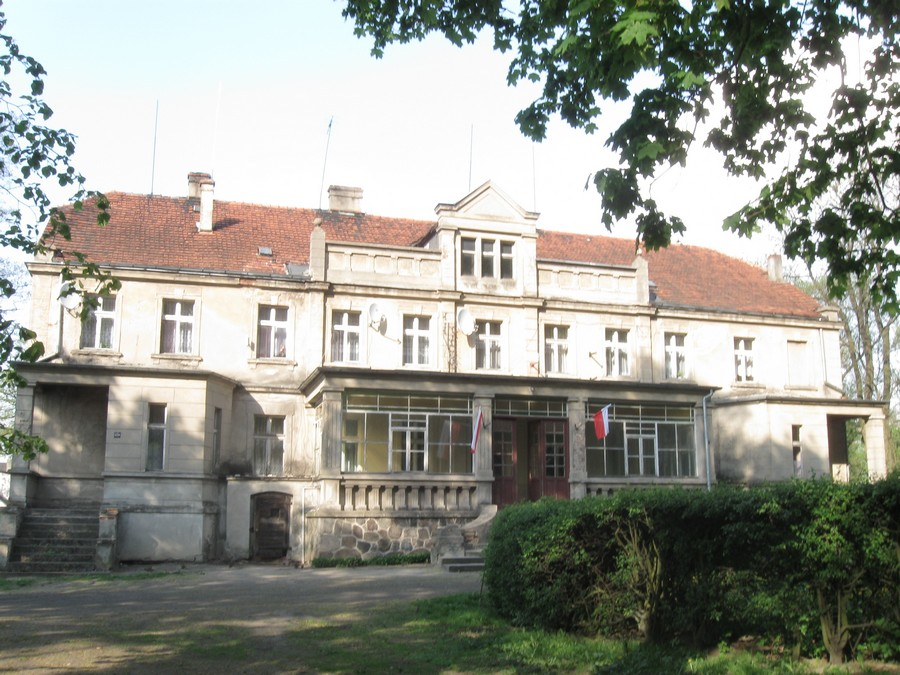
Pałac w Niechłodzie
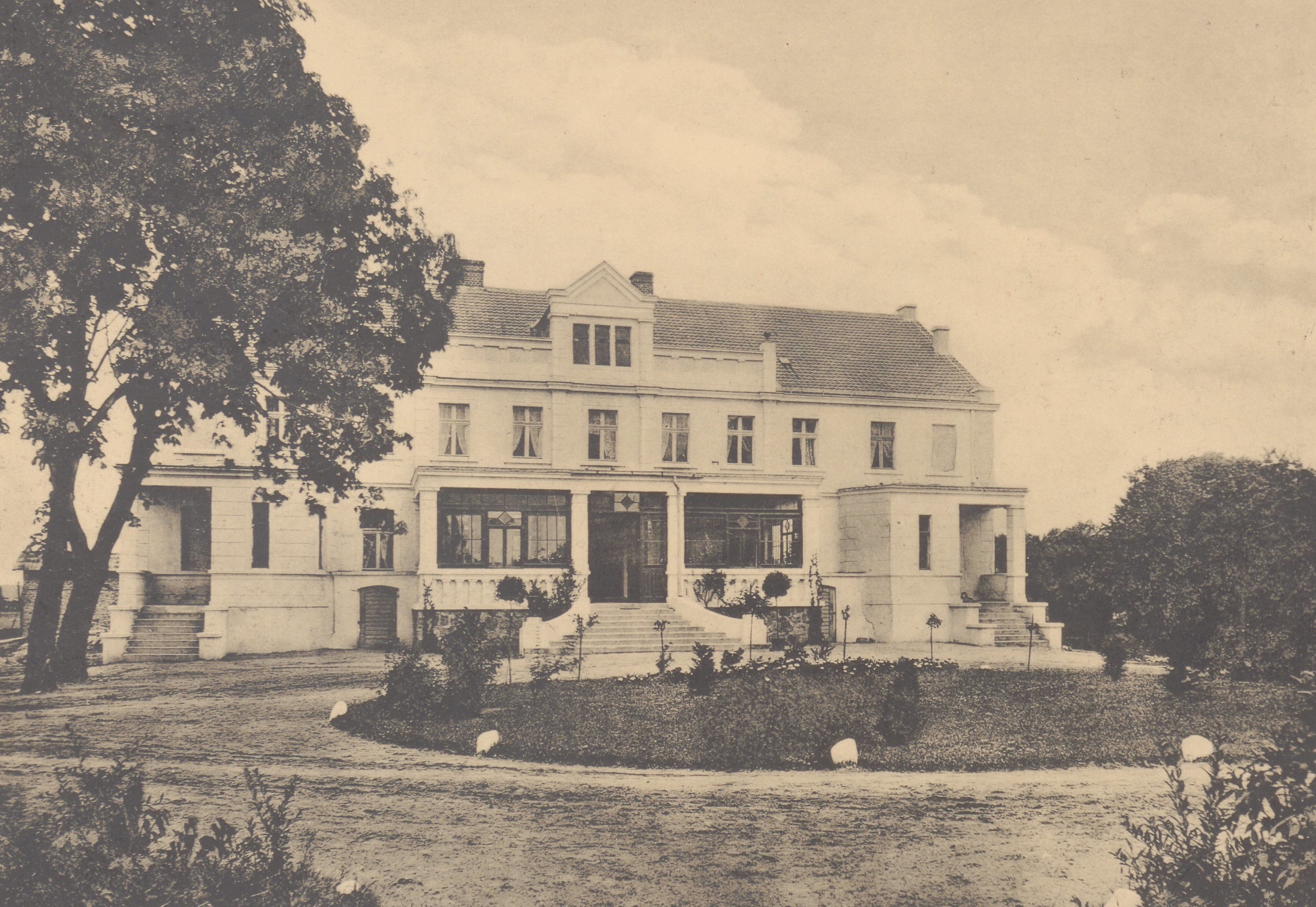
Widok pałacu przed 1912